# Bismark (Ramin)
Bismark ist ein Ortsteil der Gemeinde Ramin des Amtes Löcknitz-Penkun im Landkreis Vorpommern-Greifswald in Mecklenburg-Vorpommern.

## Geographie
Der Ort liegt vier Kilometer westlich der Staatsgrenze zu Polen, fünf Kilometer nordnordöstlich von Ramin und sieben Kilometer östlich von Löcknitz. Die Nachbarorte sind Blankensee im Norden, Hohenfelde im Nordosten, Linken im Osten, Neuenkrug und Grenzdorf im Südosten, Gellin im Süden, Schmagerow und Wilhelmshof im Südwesten, Schillermühle im Westen sowie Plöwen im Nordwesten.

## Geschichte
Die zuvor selbstständige Gemeinde Bismark wurde mit Wirkung 1. Januar 2004 in die Gemeinde Ramin eingemeindet.